# Sierpodudek czarnodzioby
Sierpodudek czarnodzioby (Phoeniculus somaliensis) – gatunek średniej wielkości ptaka z rodziny sierpodudków (Phoeniculidae). Występuje we wschodniej Afryce – w Dżibuti, Erytrei, Etiopii, Kenii, Somalii, Sudanie i Tanzanii. Nie jest zagrożony.

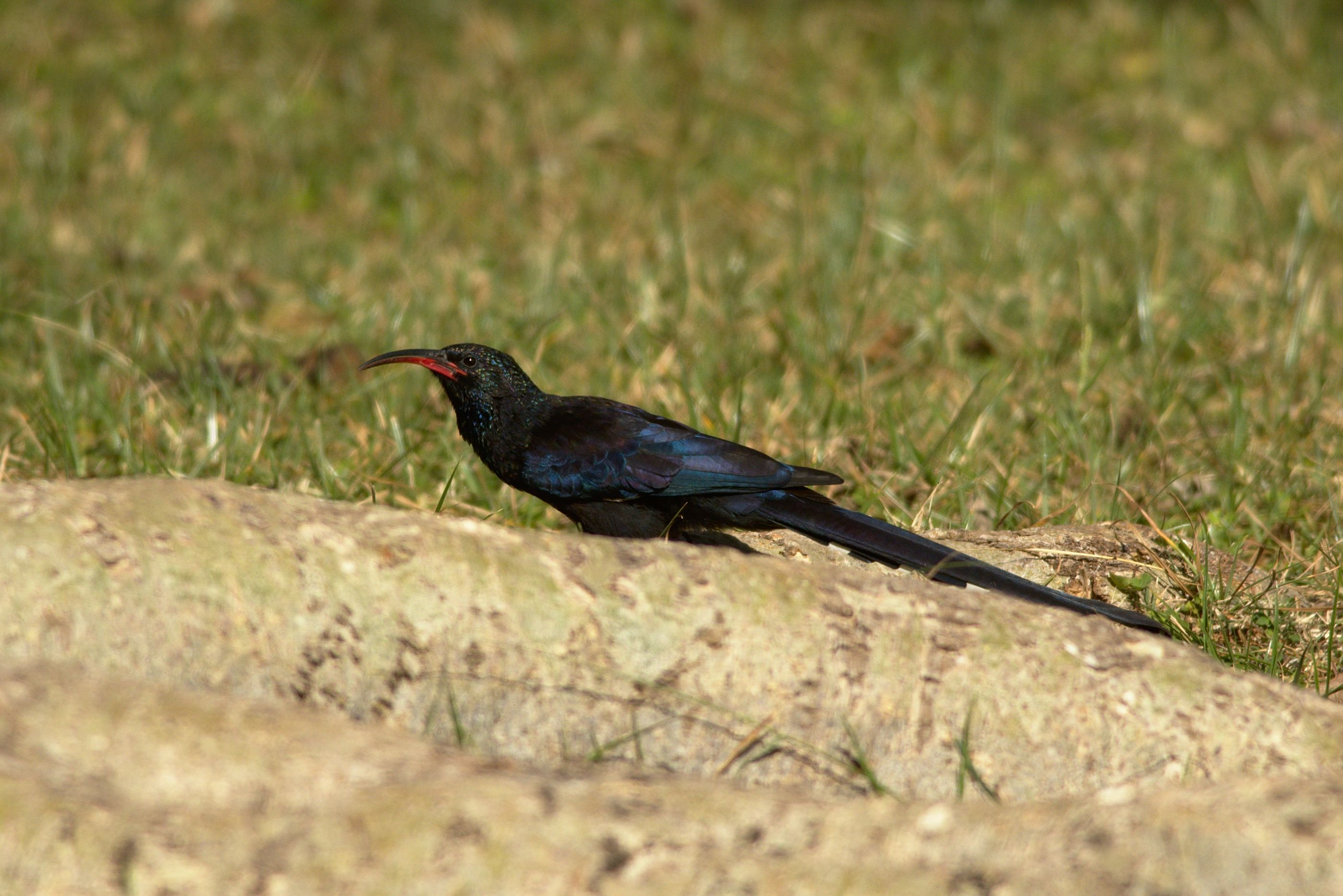
Osobnik sfotografowany w centralnej Etiopii nad jeziorem Langano

MorfologiaDługość ciała 33–38 cm. Obie płcie są do siebie podobne.
PodgatunkiWyróżniono trzy podgatunki P. somaliensis:
- P. somaliensis somaliensis (Ogilvie-Grant, 1901) – południowo-wschodnia Etiopia, Somalia i północna Kenia
- P. somaliensis neglectus (Neumann, 1905) – środkowa i południowo-zachodnia Etiopia
- P. somaliensis abyssinicus (Neumann, 1903) – północna Etiopia i zachodnia Erytrea

StatusIUCN uznaje sierpodudka czarnodziobego za gatunek najmniejszej troski (LC, Least Concern). Liczebność populacji nie została oszacowana, ale raczej nie jest to ptak rzadki. Trend liczebności populacji oceniany jest jako prawdopodobnie spadkowy ze względu na niszczenie dużych drzew stanowiących miejsce gniazdowania tego gatunku.